# Hartmut Kühne

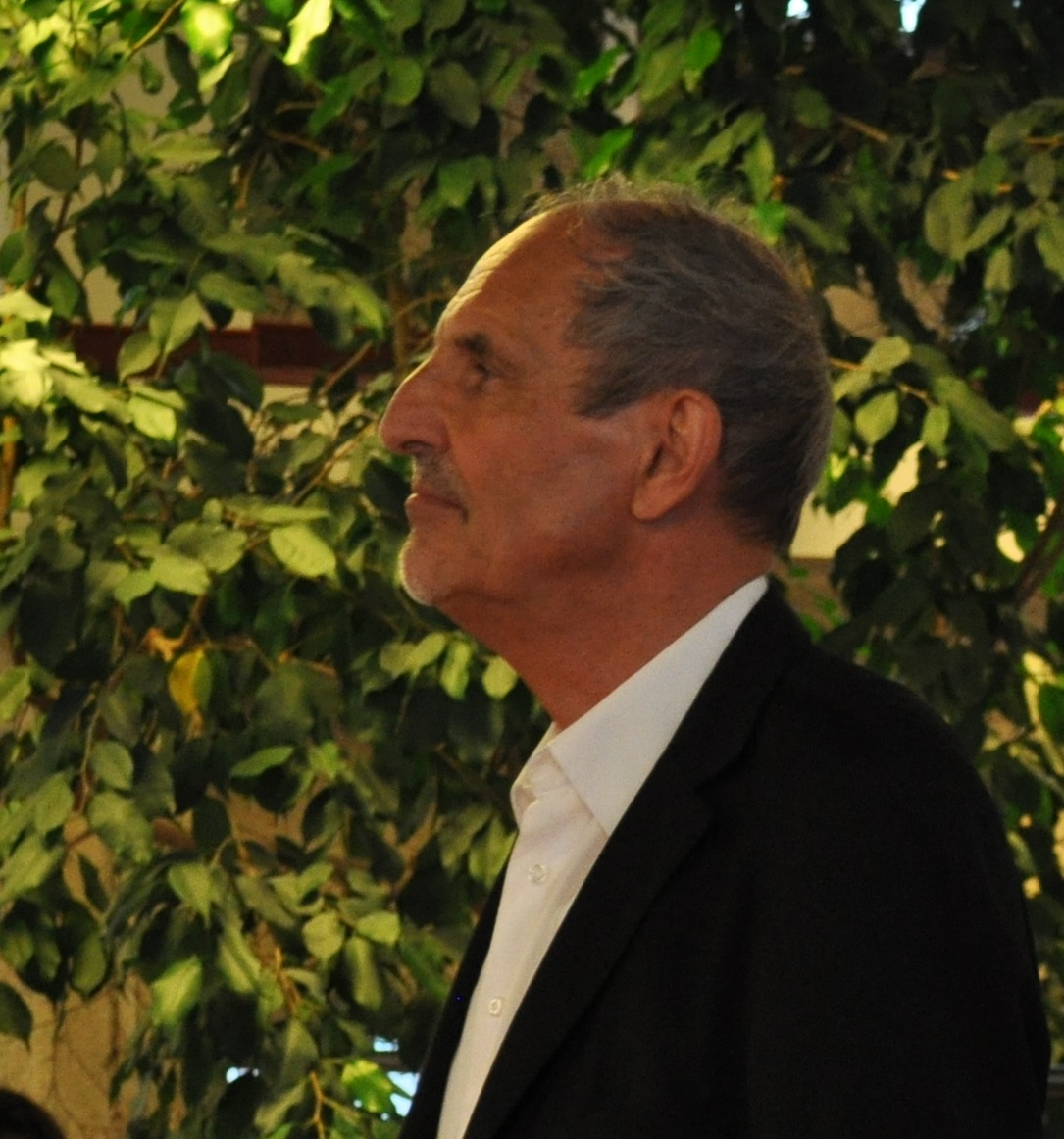
Hartmut Kühne bei der Eröffnung der Sonderausstellung „Syrien zwischen Zerstörung und Bewahrung – Die Ausgrabung Tell Schech Hamad“ am 24. Juni 2017 in der Freien Universität Berlin

Hartmut Kühne (* 21. Juli 1943 in Berlin) ist ein deutscher Professor für  Vorderasiatische Archäologie.

## Leben
Kühne besuchte das Gymnasium in Bochum und Berlin und absolvierte 1960/61 einen Aufenthalt an einer High School in den USA. 1963 erhielt er sein Abitur in Berlin und studierte anschließend bis 1972 an der Freien Universität Berlin die Fächer Vorderasiatische Altertumskunde, Altorientalistik, Klassische Archäologie Kleinasiens, Iranistik und Alte Geschichte. 1972 promovierte Kühne zum Dr. phil. mit einer Dissertation über „Die Keramik von Tell Chuera und ihre Beziehungen zu Funden aus Syrien-Palästina, der Türkei und dem Iraq“. 
Anschließend war Kühne von 1972 bis 1975 als wissenschaftlicher Mitarbeiter der Universität des Saarlandes an der Ausgrabung Tell Kāmid el-Lōz unter der Leitung von Rolf Hachmann beteiligt. Von 1975 bis 1980 war er wissenschaftlicher Mitarbeiter für die Erstellung des „Tübinger Atlas des Vorderen Orients“ (TAVO) bei Wolfgang Röllig. Seit 1980 ist Hartmut Kühne Professor für Vorderasiatische Altertumskunde an der Freien Universität Berlin, wo er 1999 bis 2001 Prodekan, 2001 bis 2003 Dekan des Fachbereichs Geschichts- und Kulturwissenschaften war. 2010 wurde er emeritiert und lehrt seitdem als Gastprofessor am Institut.
Kühnes Forschungsschwerpunkte umfassen Siedlungsarchäologie, Historische Geographie, Historische Umweltforschung, Denkmalkunde und Bildkunst, Glyptik sowie Forschungen zu Keramik und Glas. Für seine Leistungen wurde Kühne 1998 der syrische Verdienstorden 1. Klasse verliehen.

## Projekte
Eigene Projekte
- 1975/77 Archäologische Geländebegehung des Unteren Chabur (Lower Habur Archaeological Project)
- 1978 Archäologische Geländebegehung im İncesu-Tal in der Türkei (bei der Kleinstadt Kazankaya, Landkreis Ortaköy)
- 1988 Archäologische Geländebegehung im Tur Abdin in der Türkei
- seit 1978 Ausgrabung von Tell Schech Hamad / Dur Katlimmu
- 1983–1993 Interdisziplinäres Projekt zur “Rekonstruktion der Umwelt im Spät-Holozän im Gebiet des Unteren Habur”
- 1985–1992 Ausgrabung Tell Bderi
- 1992–1996 Syrisch-deutsches Kooperationsprojekt: Einrichtung der ständigen Ausstellung des Museums von Deir ez-Zor in Syrien
- seit 2000 in Zusammenarbeit mit dem Deutschen Archäologischen Institut: Notgrabung im spätrömisch-byzantinisch Tell Dgherat-Süd im Habur-Stausee-Gebiet unter der Leitung von Andreas Oettel

Mitarbeit an Projekte anderer Forscher
- 1964 Ausgrabung in Ilica unter der Leitung von Winfried Orthmann
- 1968/69 Ausgrabung in Boğazkale (Ḫattuša) unter der Leitung von Kurt Bittel und Peter Neve
- 1972–1975 Ausgrabung Tell Kamid el-Loz unter der Leitung von Rolf Hachmann
- 1973/74 Ausgrabung Tell Mumbaqat unter der Leitung von Winfried Orthmann
- 1975–1980 Tübinger Atlas des Vorderen Orients
- 1982–1990 Ausgrabung in Tell Ajaja / Šadikanni unter der Leitung von Asaad Mahmoud

seit 2003 Archäologische Geländebegehung der Çivril-Ebene unter der Leitung von Esref Abay

## Veröffentlichungen (Auswahl)
- Herausgeber: Berichte der Ausgrabung Tall Šēḫ Ḥamad, Dūr-Katlimmu. Reimer, Berlin (seit 1991)
- Das Rollsiegel in Syrien. Zur Steinschneidekunst in Syrien zwischen 3300 und 330 vor Christus. Eine Ausstellung der Syrischen Antikenverwaltung und des Nationalmuseums Damaskus in Zusammenarbeit mit dem Institut für Auslandsbeziehungen, Stuttgart. Institut für Auslandsbeziehungen, Stuttgart 1980.
- mit Beate Salje: Kāmid el-Lōz. Teil 15: Die Glyptik. Habelt, Bonn 1996, ISBN 3-7749-2766-9.
- Herausgeber mit Karin Bartl, Reinhard Bernbeck: Fluchtpunkt Uruk. Archäologische Einheit aus methodischer Vielfalt. Schriften für Hans Jörg Nissen. Leidorf, Rahden/Westfalen 1999, ISBN 3-89646-386-1